# Lampides
Genre
Synonymes
- Cosmolyce Toxopeus, 1927
- Lampidella Hemming, 1933

Lampides est un genre de lépidoptères (papillons) de la famille des Lycaenidae.
Sa seule espèce, Lampides boeticus, est répandue dans toute l'Afrique, dans le Sud de l'Europe et de l'Asie, et en Océanie.

## Historique et systématique
Le genre Lampides a été décrit par l'entomologiste allemand Jakob Hübner en 1819. Son espèce type est Papilio boeticus Linnaeus, 1767.
Il est actuellement classé dans la famille des Lycaenidae, la sous-famille des Polyommatinae et la tribu des Polyommatini. 
Ce genre comportait auparavant un grand nombre d'espèces, mais la plupart ont fini par être reclassées dans le genre Jamides, si bien que Lampides boeticus est actuellement considérée comme l'unique représentante de Lampides. 